# Mosquée d'Ali-bey Kapetanović
La mosquée d'Ali-bey Kapetanović est située en Bosnie-Herzégovine, dans le village de Vitina et dans la municipalité de Ljubuški. Construite entre 1856 et 1858, elle est inscrite sur la liste des monuments nationaux de Bosnie-Herzégovine.
Très endommagée en 1993 lors de la guerre de Bosnie-Herzégovine, elle a été rénovée en 2009.